# Matières personnalisables
En droit belge, les « matières personnalisables » sont des compétences attribuées aux communautés par l'article 128 de la Constitution, issues de la deuxième réforme de l'État. La loi spéciale du 8 août 1980 en a explicité le contenu, circonscrit à la politique de santé et à l'aide aux personnes.

## Définition
La notion de matières personnalisables apparaît en Flandre, afin de désigner les domaines de compétences qui peuvent être transférés aux communautés car ils touchent étroitement la vie des personnes, et doivent donc être traités par chaque communauté dans la langue de celles-ci. Elles découlent directement de la volonté flamande d'accroître l'autonomie culturelle reconnue depuis 1970 aux communautés culturelles : les négociateurs de la deuxième réforme de l'État ont alors transféré aux communautés des domaines étroitement liés à la vie de l’individu dans sa communauté.

## Cadre juridique
Si l'article 128 de la Constitution dispose que « Les Parlements de la Communauté française et de la Communauté flamande règlent par décret, chacun en ce qui le concerne, les matières personnalisables », il n'en définit pas le contenu. C'est l'article 5 de la loi spéciale du 8 août 1980 de réformes institutionnelles qui précise les champs couverts par les matières personnalisables.
L'article 130 de la Constitution précise que le Parlement de la Communauté germanophone est également compétent dans ce domaine, et l'article 136 — complété par la loi spéciale du 12 janvier 1989 — indique que pour la région de Bruxelles-Capitale, les matières communautaires relèvent des commissions communautaires française (COCOF), flamande (VGC) ou commune (COCOM/GGC),.

## Compétences concernées
Elles touchent à la vie des personnes et à leur relation avec les services publics qui les concernent. Le législature a distingué deux domaines principaux : la politique de santé et l'aide aux personnes, en y précisant de nombreuses exceptions.

### Politique de santé
La politique de santé comporte d'une part la politique de dispensation des soins de santé dans et hors des institutions de soins et d'autre part l'éducation à la santé et la médecine préventive. En ce qui concerne la dispensation des soins de santé,  les autorités fédérales restent compétentes notamment pour la législation organique et les règles de base relatives à la programmation et au financement des infrastructures. Sur le plan de la prévention, les autorités fédérales restent compétentes pour les règles nationales de prophylaxie. 

### Aide aux personnes
L'aide aux personnes est scindée en différentes matières: la politique familiale, l'aide sociale, l'accueil et l'intégration des immigrés, la politique des handicapés, la politique du troisième âge et la protection de la jeunesse, l'aide sociale aux détenus en vue de leur réinsertion sociale. Un certain nombre de matières sont explicitement attribuées aux autorités fédérales, entre autres : la législation en matière de minimum de moyens d'existence, les règles et le financement des allocations aux handicapés, la fixation du montant minimum, des conditions d'octroi et du financement du revenu légalement garanti aux personnes âgées (GRAPA) et les matières concernant la protection de la jeunesse relevant du code civil, pénal ou judiciaire.

### Autres domaines
Les matières personnalisables recouvrent également les maisons de justice et la surveillance électronique ; les prestations familiales ; et le contrôle des films.